# J. Müller

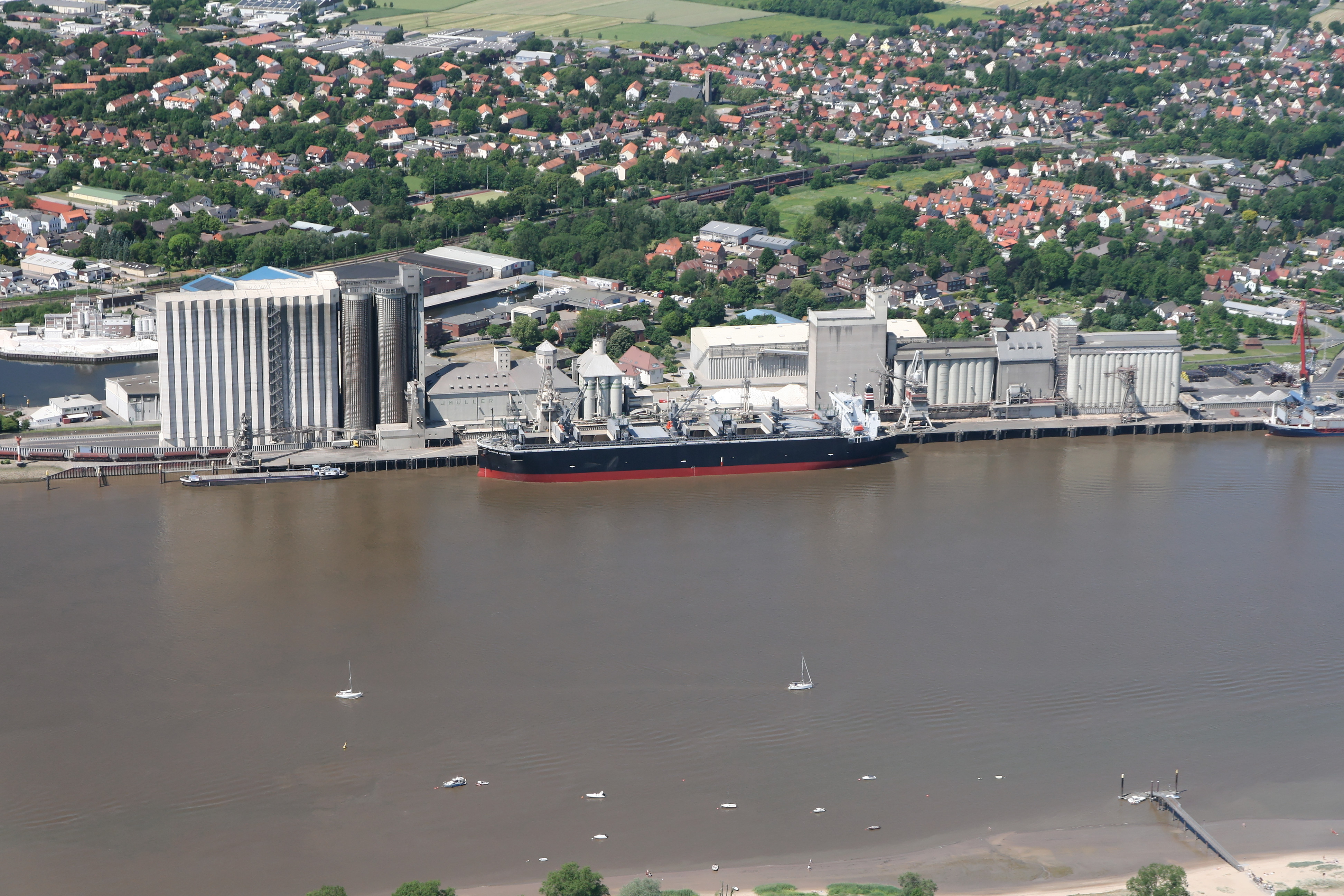
Umschlaganlagen in Brake

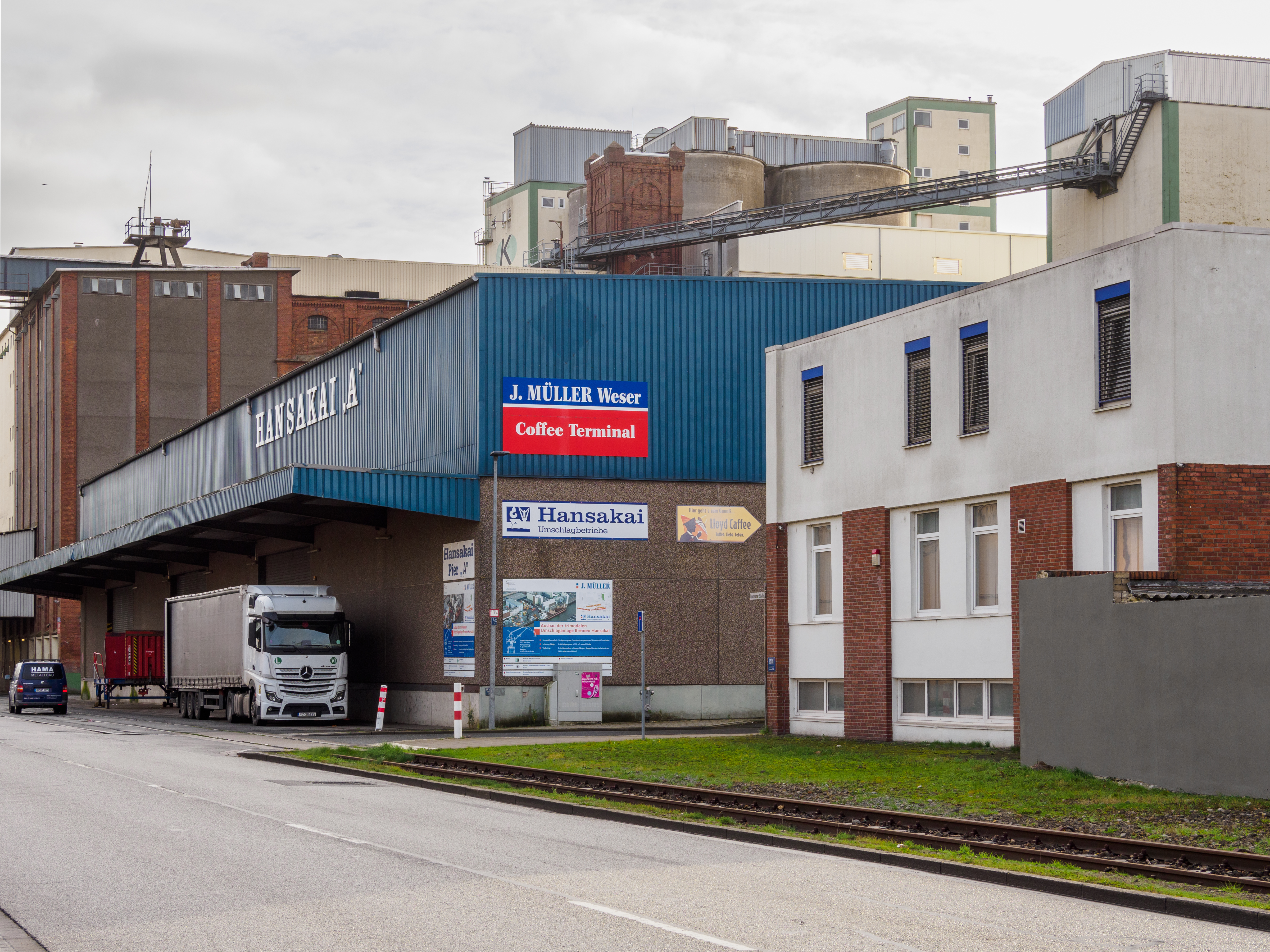
J. Müller Weser in Bremen

J. Müller Aktiengesellschaft ist eine deutsche Unternehmensgruppe mit Sitz in Brake (Unterweser). Das Unternehmen wurde 1821 gegründet und befindet sich seitdem im Familienbesitz. J. Müller verfügt über eigene Seehafenterminals in Brake und Bremen und betreibt diese für den Umschlag und die Seehafenlogistik von Schüttgütern und massenhaften Stückgütern. Darüber hinaus ist die Unternehmensgruppe in verschiedenen anderen wirtschaftlichen Tätigkeitsfeldern aktiv, darunter im Handel mit Stahl, Holz und tierischen Proteinen (Fischmehl).
Am Hafen in Brake betreibt das Unternehmen europaweit das größte Importterminal für Futtermittel sowie die größte zusammenhängende Siloanlage. Der Hafen gilt außerdem als Deutschlands größter Importhafen für Getreide sowie Zellstoff. 2019 wies das Unternehmen eine Umschlag- und Befrachtungsleistung von 8,5 Millionen Tonnen Stück- und Schüttgüter auf.

## Geschichte

### 1821–1887: Gründung und Spezialisierung
Die Anfänge der J. Müller AG gehen zurück auf das frühe 19. Jahrhundert. Am 26. April 1821 heiratete Johann Müller die einzige Tochter des Kaufmanns Nicolaus Smit, Sara Jacobine Smit, und übernahm das Speditionsunternehmen seines verstorbenen Schwiegervaters. Johann Müller erweiterte das Unternehmen in der Folge um Umschlags- und Lagergeschäft.
Mit Beginn des Jahres 1835 wurde der Braker Hafen zum Freihafen erklärt. Das Zollausschlussgebiet umfasste einen Teil des Außentiefs und des Ortes Brake. Innerhalb dieses Bereiches konnten die Güter des Seehandels unverzollt eingeführt, gelagert und wieder ausgeführt werden. Ende der 1860er-Jahre wurde deshalb der Bau eines Binnenhafens mit Schleuse notwendig.
Das Unternehmen wurde nach dem Tod des Gründers Johann Müller 1869 von den Söhnen Bernhard Friedrich Heinrich Müller (1834–1882) und Carl Theodor Müller (1837–1882) geleitet. Im Jahr 1873 wurde Brake an das Eisenbahnnetz angeschlossen. Zwei Jahre später wurde die Bahnverbindung auf das Gebiet des heutigen Nordenhams ausgedehnt, wo das Unternehmen eine neue Filiale für erweiterte Umschlags- und Lagerkapazitäten für Rohöl und Naphtha eröffnet hatte.

### 1888–1913: Umfangreiche Erweiterungen
Johannes Theodor Müller (1864–1932) trat am 1. Mai 1888 an der Seite seiner Mutter Anna Müller in die Firma J. Müller ein, die als Offene Handelsgesellschaft fortgeführt wurde. In dem Jahr verfügte J. Müller über eine Gesamtlagerkapazität von rund 5.000 Tonnen. In den folgenden Jahrzehnten wurden sukzessive die Lagerkapazitäten mit mehreren neu errichteten Packhäusern und Schuppen ausgebaut und der Güterumschlag mechanisiert.
1893 wurde eine neue Pieranlage direkt am Weserstrom fertiggestellt, in dessen Nähe J. Müller noch im selben Jahr ein Packhaus für Getreide sowie einen Schuppen für die Lagerung von Salpeter baute. Mit der Umstellung auf die sich expansiv entwickelnden Massengüter Getreide und Salpeter reagierte J. Müller auf Verluste beim bislang bedeutenden Stückgutverkehr.
Die folgende Steigerung des Hafenverkehrs basierte wesentlich auf der expandierenden intensiven Land- und Viehwirtschaft im norddeutschen Raum. Der Anschluss an das überregionale Eisenbahnnetz und die Zollpolitik des Reiches begünstigten die Zufuhr von Getreide, insbesondere für die Schweinemast im Oldenburger Land und im Münsterland. Im Jahr 1910 betrug das Gesamtumschlagsvolumen des Unternehmens 475.000 Tonnen, kurz vor dem Ersten Weltkrieg überschritt es 800.000 Tonnen. Salpeter wurde zum zweiten wichtigen Geschäftsfeld im Braker Hafen. Auf einer Grundfläche von 4.500 Quadratmetern konnten dort rund 24.000 Tonnen Salpeter untergebracht werden. 

### 1914–1931: Erster Weltkrieg und Wirtschaftskrise
Zu Beginn des Ersten Weltkriegs wurden 16 männliche Angestellte des Unternehmens zum Kriegsdienst eingezogen. Das Deutsche Reich verlor den Anschluss an den Welthandel, und die Unterbrechung von Handel und Schifffahrt verursachte Importausfälle mit der Folge von Versorgungsengpässen und Preissteigerungen. Dies bedeutete zunächst das Ende der positiven wirtschaftlichen Entwicklung des Braker Hafens. 
Bis 1918 war der Gesamtumschlag auf 800 Tonnen gesunken. Die neu errichteten Anlagen standen meistens still. Die Restbestände an Salpeter wurden für die Herstellung von Munition beschlagnahmt. Mit dem Tod seiner Mutter am 14. Juni 1918 wurde Johannes Theodor Müller zum Alleininhaber des Unternehmens.
Die Lage des Hafens von Brake blieb nach dem Ende des Ersten Weltkriegs wirtschaftlich unbeständig und unsicher. Handel und Verkehr litten unter den einschränkenden Bedingungen des Versailler Vertrages. Der Getreideumschlag lag mit rund 155.000 Tonnen (1923) weit unter dem Vorkriegsniveau von rund 800.000 Tonnen (1913) und erholte sich nicht, da das Reich die Getreideeinfuhren reduzierte, von denen die Bremer Getreideanlage den Großteil abwickelte. Import und Umschlag von Chile-Salpeter waren stark rückläufig, da der Bedarf mit zunehmendem Einsatz von Kunstdünger als Düngemittel in der Landwirtschaft weiter abnahm. Die Holzeinfuhren waren ebenfalls rückläufig.
Zur Förderung des Umschlagsverkehrs von Kohle, Koks, Erz, Holz und Stückgütern investierte der Staat Oldenburg umfangreich in den Hafen, darunter 1923 in zwei Brückenkräne mit Greifern für den Erz- und Kohlenumschlag. Seit 1924 bildeten J. Müller und Karl Gross eine Kranbetriebsgesellschaft.
Die Entlastung bei den Reparationsleistungen und der Zustrom ausländischen Kapitals zum Wiederaufbau der deutschen Wirtschaft ermöglichten die Durchführung einer vor dem Krieg geplanten weiteren Weservertiefung. 1921 bis 1924 erfolgte der erweiterte 7-Meter-Ausbau, 1925 bis 1929 der 8-Meter-Ausbau. Die Braker Hafenfirmen reagierten 1926 bis 1928 mit einer Modernisierung der Getreideumschlagsanlage und einer Erweiterung der Lagerkapazitäten auf die Verluste beim Massengutumschlag, bevor der New Yorker Banken- und Börsenzusammenbruch am 25. Oktober 1929 eine Weltwirtschaftskrise auslöste. Das Unternehmen J. Müller überstand den Niedergang der Hafenwirtschaft durch Umorganisation, Personalabbau und äußerste Sparsamkeit.

### 1932–1948: Zeit des Nationalsozialismus
Johannes Theodor Müller starb 1932 im Alter von 67 Jahren. Als Nachfolger übernahmen seine Söhne Johannes Friedrich Carl Müller (genannt: Hans; 1897 – 1979) und Carl Victor Hermann Müller (1901–1980) die Geschäftsführung. Der jüngere der beiden Brüder, Carl Müller, trat zum 1. Januar 1934 aus der Geschäftsführung der Kommanditgesellschaft J. Müller aus. Am 1. Januar 1938 übernahm Hans Müller alle Geschäftsanteile seines Bruders Carl und seiner Mutter Anna Helene Müller. In den Jahren 1945, 1947 und 1956 absolvierten drei der Söhne von Hans und Nelli Müller, Gerhard Carl Gustav (1928–2020), Klaus Wilhelm (1930–2014) und Ernst Walter (1938–2013), eine kaufmännische Ausbildung im Familienunternehmen. Hans Müller führte das Unternehmen durch die Jahre des Nationalsozialismus, einschließlich des Zweiten Weltkrieges.
Am 27. September 1945 wurde Hans Müller verhaftet und zunächst bei der amerikanischen Militärbehörde in Bremen verhört. Später wurde er interniert. Die Geschäfte führte vom 15. Januar 1946 bis zum 30. September 1948 gemäß den Bestimmungen der Potsdamer Konferenz der vom Treuhänder eingesetzte Prokurist Wilhelm Fischer. Am 26. Februar 1948 übernahm Hans Müller wieder die Unternehmensführung.

### 1949–1971: Aufschwung
Nach Ende des Zweiten Weltkriegs war Brake Haupthafen der britischen und amerikanischen Militärregierung für den Umschlag und die Lagerung der dringend benötigten Güter für die Bizone. Um die Beteiligung am Umschlagsgeschäft zu sichern, richtete J. Müller in Frankfurt, wo sich seit dem 29. Mai 1947 der Wirtschaftsrat für das vereinigte Wirtschaftsgebiet befand, eine Repräsentanz ein. Weitere Vertretungen wurden in Düsseldorf und Hamburg, am Ort der Hauptverwaltung des Seeverkehrs der Bizone, eröffnet. Die Hamburger Vertretung wurde 1967 aufgelöst.
An den über die Weser abgewickelten Einfuhren war J. Müller gemäß der nach Kriegsende 1946 getroffenen Vereinbarung zum Bremen-Braker-Getreidevertrag zu 50 Prozent beteiligt. J. Müller bewältigte zwei Drittel des Umschlags über Brake. Die Getreidezufuhr stieg stark an, von rund 80.000 Tonnen im Jahr 1945 auf 900.000 Tonnen im Jahr 1948 und auf über eine Million Tonnen im Jahr 1949. Der seewärtige Gesamtumschlag über Brake überschritt 1949 mit 1,4 Millionen Tonnen den Vorkriegsstand und stieg in den 1950er-Jahren stark, bis auf 2,4 Millionen Tonnen in 1957, an. Die protektionistische Getreidemarktordnung der Ende der 1950er-Jahre gegründeten EWG mit einer Zollbelastung auf Getreide aus nicht EWG-Staaten führte zum Einfuhrrückgang. Eine Alternative zu den eingeschränkten Getreideimporten bot die Einfuhr von anderen Futtermitteln, die nicht unter die Bestimmungen fielen. Als Umschlagsgut gewannen sie zunehmend an Bedeutung. Neben den klassischen Getreidesorten Gerste, Hafer, Mais, Weizen und Roggen wurden zusätzlich proteinhaltige Produkte, wie Tapioka, Palmkernexpeller und Sojaschrot eingeführt.
Um den Standort im Hafen Brake zu verbessern und der Entwicklung des Handelsvolumens anzupassen, nahm Hans Müller in den 1950er-Jahren eine umfassende Neuorganisation und Modernisierung der vor dem Krieg geschaffenen, inzwischen veralteten Umschlags- und Lagerkapazitäten vor. So wurden Anlagen und technischen Einrichtungen ausgebaut, außerdem wurde 1958/59 binnendeichs ein neuer Silo mit einem Fassungsvermögen von 12.500 Tonnen gebaut. Die Gesamtlagerkapazität erhöhte sich damit auf 76.500 Tonnen.
Der in den 1950er-Jahren bedeutende Umschlag von Kohle aus den USA war aufgrund der Schutzzölle zugunsten der Ruhrkohle und mit dem sinkenden Verbrauch der Stahlindustrie bereits seit Beginn der 1960er-Jahre rückläufig. J. Müller reagierte mit einem Kurswechsel. An die Stelle des fehlenden Umschlags an traditionellen witterungsunempfindlichen Massenschüttgütern Erz, Kohle und Koks traten Umschlag und Lagerung von witterungsempfindlichen Massenschüttgütern (wie schwerfließende Futtermittel, Düngemittel) und Massenstückgütern (Breakbulk, wie Forst- und Papierprodukte, zu denen insbesondere Zellulose, Zeitungsdruckpapier und Schnittholz gehörten, sowie Eisen- und Stahlprodukte, Maschinen und Anlagen). Seit 1965 beteiligte sich J. Müller, zunächst in Bremen als Spediteur und Stauer, und ab 1968 in Brake als vollumfänglicher Terminalbetreiber am boomenden Umschlag massenhafter Stückgüter. Mit einem Umschlagsvolumen von 4,2 Millionen Tonnen wurde 1970 erstmals die 4-Millionen-Marke überschritten. Damit lag Brake im Spitzenfeld der deutschen Nord- und Ostseehäfen. Anfang der 1970er-Jahre beschäftigte J. Müller 136 fest angestellte Mitarbeiter.
Am 1. Januar 1967 zog sich Hans Müller aus dem operativen Geschäft zurück. Die bisherige Einzelfirma wurde in eine Kommanditgesellschaft, die J. Müller KG, umgewandelt, mit Hans Müller als persönlich haftendem Geschäftsführer und den drei Söhnen als Kommanditisten.

### 1972–1998
Die Braker Schifffahrtsgesellschaft avancierte zu einer der größten Binnenschiffsreedereien an der Weser. 1970 umfasste die Flotte 65 Schiffe mit einer Tragfähigkeit von 55.000 Tonnen. Dazu zählten drei eigene Binnenschiffe, sechs Schleppkähne und gecharterte Schiffe von 56 Partikulieren. Bei ständig steigenden Transportvolumen beförderten die Schiffe jährlich mehr als eine Million Tonnen Güter auf den westdeutschen Wasserstraßen. Die Erreichbarkeit der Unterweserhäfen wurde 1973 mit der Vertiefung des Stroms, dem sogenannten SKN-9-Meter-Ausbau, dem internationalen Trend größerer Schiffseinheiten entsprechend angepasst. Wegen des hohen Investitionsbedarfs zur technischen Weiterentwicklung wurden 1979 das Motorschiff »Jan Müller« und 1985 die anderen Binnenschiffe verkauft. Die Partikuliere fuhren künftig unter der Flagge von J. Müller in Bremen.
Am 1. Februar 1972 übergab Hans Müller die Leitung des Unternehmens J. Müller an drei seiner Söhne: Gerhard Carl Gustav, Klaus Wilhelm und Ernst Walter Müller. Die drei Brüder führten die Firma seit 1972 als Familiengesellschaft zunächst in der Rechtsform einer Offenen Handelsgesellschaft. Anfang der 1980er-Jahre leiteten die Inhaber den Übergang von Gesellschaftsanteilen von der fünften auf die sechste Generation ein. Mit der Umwandlung der Offenen Handelsgesellschaft in eine Kommanditgesellschaft traten Gerhard, Klaus und Ernst Müller 1984 als Komplementäre ein und nahmen Jan Müller, den Sohn von Klaus Müller, als Kommanditisten auf. Seit 1986 traten weitere Kommanditisten aus den Familien der Nachfolgegeneration ein, unter anderem Dirk Müller (1986) und Harald Müller (1991).
Mit der Zunahme des Futtermittelumschlags, insbesondere von Tapioka, stieg in den 1970er-Jahren und vor allem in der zweiten Hälfte der 1980er-Jahre der Bedarf an Lagerraum. Expansionsüberlegungen mündeten in Pläne zur Ausdehnung des Agrargeschäftes auf die nicht mehr für die Lagerung von Erzen und Abbränden benötigten Freilagerflächen des Landes Niedersachsen im Bereich des Kranbetriebes. Bei einem jährlichen Gesamtumschlagsvolumen im Hafen von Brake von 4 Millionen Tonnen in den 1980er-Jahren dominierte das Agrargeschäft. An Getreide und Futtermitteln wurden knapp über 2 Millionen Tonnen umgeschlagen, an Fischmehl 500.000 Tonnen. Weitere wichtige Umschlagsgüter waren Eisen/Stahl und Zellstoff mit jeweils 600.000 Tonnen und Schwefel mit 300.000 Tonnen. Der Kranbetrieb war mit dem Umschlag von Massenstückgütern, wie Papier, Zellulose und Schnittholz aus Skandinavien und Kanada im Import und vor allem Eisen und Stahl im Export gut ausgelastet. In den 1990er-Jahren setzte sich die Umnutzung des Kranbetriebs im häufig auch als Nordpier bezeichneten Hafenbereich zu einem Terminal für massenhafte Stückgüter (Breakbulk-Ladung) fort. Das Breakbulk-Geschäft wurde in eine eigene Firma, die J. Müller Breakbulk Terminals überführt, die den Kranbetrieb bewirtschaftete.
1990 nahm J. Müller eine strategische Neuausrichtung vor. Die drei Brüder Gerhard, Klaus und Ernst Müller zogen sich 1990 als geschäftsführende Gesellschafter aus der operativen Geschäftsführung zurück, wechselten in den Beirat und traten mit ihren Familienstämmen als Kommanditisten in die per 1. Juli 1990 umgewandelte J. Müller GmbH & Co. KG ein. Erstmalig wurden nichtfamiliäre Mitglieder in die Geschäftsführung der Unternehmensgruppe aufgenommen. Zum 1. Januar 1995 gründeten die J. Müller GmbH & Co. KG – zukünftig als Besitzgesellschaft operierend – für das operative Geschäft die J. Müller Terminals GmbH & Co. KG mit den Bereichen Agri Terminal und Breakbulk Terminal. Zum 1. Januar 2000 entstanden daraus zwei eigenständige Unternehmen: die J. Müller Agri Terminal und J. Müller Breakbulk Terminal.

### 1999–heute
Mit der Jahrtausendwende setzte ein starkes Umschlagswachstum am Standort Brake ein. In den Jahren 2000 bis 2009 begünstigte vor allem der stark steigende Umschlag von Schnittholzprodukten für den amerikanischen Hausbaumarkt das Wachstum. Am Bremer Standort wurde das Terminal zur mit Abstand wichtigsten Drehscheibe Europas für Umschlag, Lagerung, Verarbeitung und Transport von Fischmehl.
Im Jahr 1999 erfolgte der Einstieg in das Kaffeegeschäft mit dem erstmaligen Umschlag und der Einlagerung von Rohkaffeebohnen in einen umgebauten Getreidesilo. 2002 schloss J. Müller einen Rahmenvertrag für den Umschlag und die Lagerung von Rohkaffee mit den Kaffeespeditionsunternehmen Berthold Vollers und Weser International Commodities (WIC). Der Vertrag mit Vollers/WIC endete als J. Müller im Jahre 2003 die Weser International Commodities übernahm. Seit 2004 ist der weltgrößte Entkoffeinierer, die Firma Coffein Compagnie, Großkunde im Kaffeesilo. Durch die positive Entwicklung der Umschlagsmengen wurden die Lagerkapazitäten in den Jahren 2012 und 2019 in mehreren Stufen ausgebaut. Seit 2017 dient auch die von J. Müller erworbene Getreideverkehrsanlage in Bremen der Lagerung von Kaffee. Zur Sicherung der Zukunft der bis dahin selbstständig agierenden Hansakai Umschlagbetriebe GmbH & Co. KG wurde das Unternehmen mit Wirkung per 1. Januar 2014 an die J. Müller-Gruppe veräußert, die den strategischen Fokus auf den Ausbau der Kaffeelogistik legt.
Rückläufige Futtermittelimporte und das Ende des lukrativen Getreidelager- und Exportgeschäfts (BALM) im Jahre 2002/2003 im Zuge der Agrarmarktreform bedingten eine Reorganisation des WIMA-Geschäfts. Getreide und Futtermittel wurden von der Nordpier zurück in den Agri-Bereich an der Südpier verlagert. J. Müller übernahm die Geschäftsanteile des Partners Ufken, kaufte die Lagerhalle von Wendelken und nutzte sie zunächst anderweitig.
Am 1. Januar 2003 wurde die Bremer Niederlassung von der J. Müller Agri Terminal GmbH & Co. KG in Brake getrennt und als eigenständiges Unternehmen J. Müller Bremen Terminal GmbH & Co. KG geführt. Im Rahmen der Gesellschafterversammlung am 8. Juni 2007 erfolgte die Verabschiedung der fünften Generation, die zu Jahresbeginn den Stab an die Vertreter der drei Familienstämme der sechsten Generation, Dirk Müller, Harald Müller und Jan Müller, übergeben hatte. Die Managementholding der J. Müller GmbH & Co. KG mit Sitz in Brake fungierte als Holding der operativen Gesellschaften Agri Terminal, J. Müller Weser, J. Müller Breakbulk Terminal und LogServ Logistik-Services. 2008 wurde die Rechtsform der Managementholding von einer GmbH & Co. KG in eine Aktiengesellschaft umgewandelt. Bis 2015 wurde die Konzernstruktur mit der Anbindung der wichtigsten Geschäftsbereiche als eigenständige Unternehmen unterhalb der Managementholding beibehalten. Ende 2015 bis Ende 2018 wurden in mehreren Schritten die wesentlichen operativen Gesellschaften und damit das gesamte operative Geschäft durch Verschmelzungen und Anwachsungen auf die J. Müller Weser GmbH & Co. KG mit Sitz in Brake zusammengefasst.

## Konzernstruktur
Die J. Müller Unternehmensgruppe umfasst neben der Aktiengesellschaft, die als Holding der Gruppe fungiert, vier weitere Unternehmen. Das operative Geschäft der J. Müller Weser GmbH & Co. KG wird dabei teilweise auf spezialisierte Tochterunternehmen ausgelagert.

### J. Müller AG
Die J. Müller Aktiengesellschaft übt alle zentralen Aufgaben der Unternehmensgruppe aus. Hierzu zählen vor allem die strategische und organisatorische Unternehmensentwicklung sowie die Verwaltung des Anlagevermögens.

### J. Müller Weser
Das operative Geschäft der Unternehmensgruppe wurde 2018 durch die Verschmelzung mehrerer Tochterunternehmen auf die J. Müller Weser GmbH & Co. KG zusammengefasst. Diese setzt nach eigenen Angaben seither die produkt- und marktorientierte Ausrichtung der Unternehmensgruppe um.

### LogServ
Die Tochtergesellschaft LogServ Logistik Services betreibt am Standort Brake eine Anlage für den Güterumschlag und die Lagerung von Fest- und Flüssigschwefel.

### B-LOG
In Form einer Joint-Venture-Gesellschaft betreibt J. Müller Weser über die B-LOG Bulk Logistic den LKW-Transport von GMP+-konformen Agrarerzeugnissen und Massenschüttgütern.

### Müller & Ooorburg Logistics
Ebenfalls als Joint-Venture-Gesellschaft ist die Müller & Oorburg Logistics GmbH tätig. Das Unternehmen betreibt nach eigenen Angaben die europaweite Befrachtung von Binnenschiffen an den Terminals in Brake und Bremen.

## Geschäftsbereiche
J. Müller verfügt am Braker Hafen über einen trimodalen Terminal, der den Weitertransport von Waren per Schiff, Bahn oder LKW ermöglicht. Entsprechend der Anforderungen an die Verarbeitung von teilweise substanziell unterschiedlichen Gütern, können Produkte direkt umgeschlagen oder an einem vom Umschlagsort getrennten Ort gelagert werden.

### Agrarprodukte
Die Verschiffung und Lagerung von Agrargütern stellt ein Haupttätigkeitsfeld des Unternehmens dar. Am Standort Brake werden jährlich etwa 4 Mio. Tonnen Agrargüter umgesetzt. Bei den Gütern handelt es sich vor allem um Futtermittel und Futtermittelzusatzstoffe, Getreide und Öko-Produkte sowie Düngemittel. J. Müller wickelt in Brake 40 Prozent der deutschen Sojaimporte ab.

### Forstprodukte
Der Umschlag von Zellstoff zählt seit 1968 zu den Tätigkeitsfeldern von J. Müller. Zu den betreffenden Gütern zählen Papier, Rundholz, Schnittholz und diverse Holzwerkstoffe. Diese werden vornehmlich für die Bauindustrie in den USA, Nordafrika und Großbritannien exportiert. Mit mehr als einer Million Tonnen Umschlag im Jahr ist der Seehafen Brake der größte Importhafen für Zellstoff in Deutschland.

### Maritime Proteine
Das auf den Umschlag von Fisch- und Krillmehl spezialisierte Hafenterminal am Standort Bremen verfügt über Silokapazitäten von 65.000 Tonnen. Mit einer Löschleistung von 20.000 Tonnen am Tag verfügt J. Müller zudem über die größte zusammenhängende Siloanlage Europas.

### Fracht- und Schifffahrtsleistungen
Neben dem Umschlag von Waren an den Hafenterminals des Unternehmens, stellt die Umsetzung sogenannter Ship Services einen eigenen Tätigkeitsbereich von J. Müller dar. Diese umfassen die Bereitstellung und Befrachtung von Schiffen sowie die Abwicklung schifffahrtstypischer Verwaltungsangelegenheiten. In Zusammenarbeit mit DB Cargo bietet J. Müller bietet eine Güterzugverbindung von Brake nach Chongqing zum Transport von Zellstoff an.

### Weitere Geschäftsbereiche
Im Zuge umfangreicher Investitionen wurde die Braker Hafenanlage modernisiert und erweitert. Der im Jahr 2009 eröffnete Niedersachsenkai verfügt über entsprechende Spezialfahrzeuge und Schwerlastflächen, die auch den Umschlag von Stückgütern, Schwermaschinen und Windkraftanlagen ermöglichen. Die 450 m lange Kaje mit insgesamt 500.000 m² Flächenpotenzial ist zudem ein bedeutender Umschlagplatz für den europäischen Eisen- und Stahlmarkt. Die Verarbeitung entsprechender Güter wird unter dem Geschäftsbereich Breakbulk zusammengefasst.

## Kritik und Kontroversen

### Weservertiefung
Das Unternehmen strebt aktuell eine Vertiefung der Weser auf rund 13 Meter an. Die Unterweser wurde in der Vergangenheit wiederholt vertieft, um eine Beschiffung durch größer werdende Schiffe zu gewährleisten. Laut einem Unternehmenssprecher sei die weitere Vertiefung für den aufgrund des Futtermittelumschlags systemrelevanten Hafen in Brake alternativlos. Gegen dieses Vorhaben gibt es Widerstand von Landwirten sowie Umweltverbänden. Diese kritisieren, dass die zunehmende Versalzung von Gräben die Landwirtschaft beeinträchtige und Gefahren für Umwelt sowie Deichsicherheit drohten.

### Futtermittelimporte
Kritiker werfen J. Müller vor, dass das Unternehmen durch die Futtermittelimporte mitverantwortlich für Regenwaldzerstörung und die Vertreibung von Ureinwohnern und Kleinbauern im Amazonasgebiet sei. In der Vergangenheit fanden wiederholt Protestaktionen am Hafen in Brake statt. So blockierte die Arbeitsgemeinschaft bäuerliche Landwirtschaft in den Jahren 2013 und 2019 die Zufahrt des Futtermittelhafens in Brake aus Protest. 19 Aktivisten der Umweltschutzorganisation Greenpeace enterten 2019 zwei 40 Meter hohe Ladekräne am Hafen in Brake sowie malten den Schriftzug Climate Crime (Klimaverbrechen) auf die Bordwand eines Frachtschiffs, das Import-Soja geladen hatte.

## Mitgliedschaften
- Zentralverband der deutschen Seehafenbetriebe e.V.[54]